# Ledovec Rongbuk
Ledovec Rongbuk se nachází v Himálaji, v jižním Tibetu. Hlavní ledovec Rongbuk vzniká tak, že se stékají dva velké boční (přítokové) ledovce, ledovec Východní Rongbuk a Západní Rongbuk. Stéká na sever a vytváří údolí Rongbuk, ležící severně od Mount Everestu. Slavný klášter Rongbuk se nachází na severním konci údolí Rongbuk. Mount Everest je zdrojem ledovce Rongbuk a východního ledovce Rongbuk. Spolu s ledovci Khumbu a Kangšung je jedním ze tří ledovců, které stékají z Mount Everestu.

## Objev
Anglický horolezec George Mallory jako první prozkoumal hlavní údolí Rongbuk a jeho ledovec při hledání možných cest na vrchol Mount Everestu během první průzkumné britské expedice na Everest v roce 1921.
Na stejné expedici Oliver Wheeler nejprve prozkoumal ledovec Východní Rongbuk. Na základě svého průzkumu pod průsmykem Lhakpa La si 3. srpna 1921 uvědomil, že údolí Východní Rongbuk poskytuje klíč k použitelné cestě na vrchol Everestu. O několik týdnů později skupina složená z George Malloryho, Guye Bullocka a Olivera Wheelera prozkoumala čelo údolí přes průsmyk Lhakpa La (6 849 m) a stali se prvními lidmi, kteří se dostali na severní sedlo Everestu a vkročili na svahy této hory.

## Cesta na Mount Everest
Horolezecké expedice, které se pokoušejí zdolat Mount Everest normální cestou z Tibetu, používají tento ledovec k dosažení předsunutého základního tábora na horním konci ledovce Východní Rongbuk. Odtud se horolezecké výpravy pokoušejí zdolat Everest přes severním sedlo a severovýchodním hřebenem.

## Životní prostředí
Od roku 2007 zaznamenává americký horolezec a filmař David Breashears rychlý ústup ledovce Rongbuk v důsledku globálního oteplování. Společnost Breashears šla ve šlépějích Malloryho expedice z roku 1921 a odhalila významnou ztrátu ledové hmoty napříč ledovci Východní, Hlavní i Východní Rongbuk. Ve spolupráci s Asia Society a MediaStorm jejich společnost GlacierWorks zpřístupnila fotografie online. Za 80 let se Rongbuk zmenšil o více než 90 výškových metrů přes celý ledovec, přibližně o výšku Sochy Svobody.

## Galerie obrázků

Nedávná animace ledovce, Mount Everest vpravo nahoře.
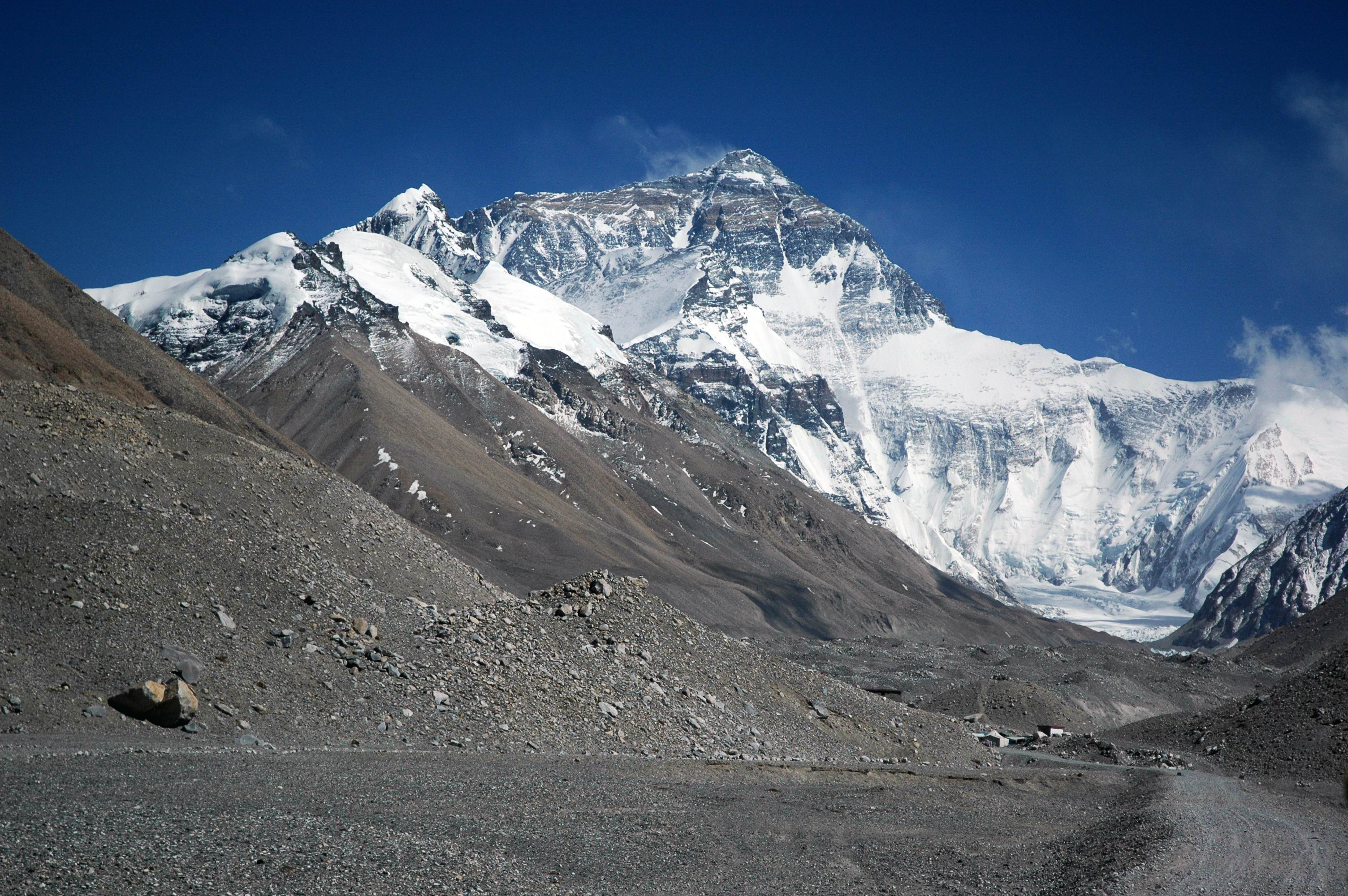
Pohled na Mount Everest z údolí Rongbuk, poblíž čela ledovce Rongbuk.
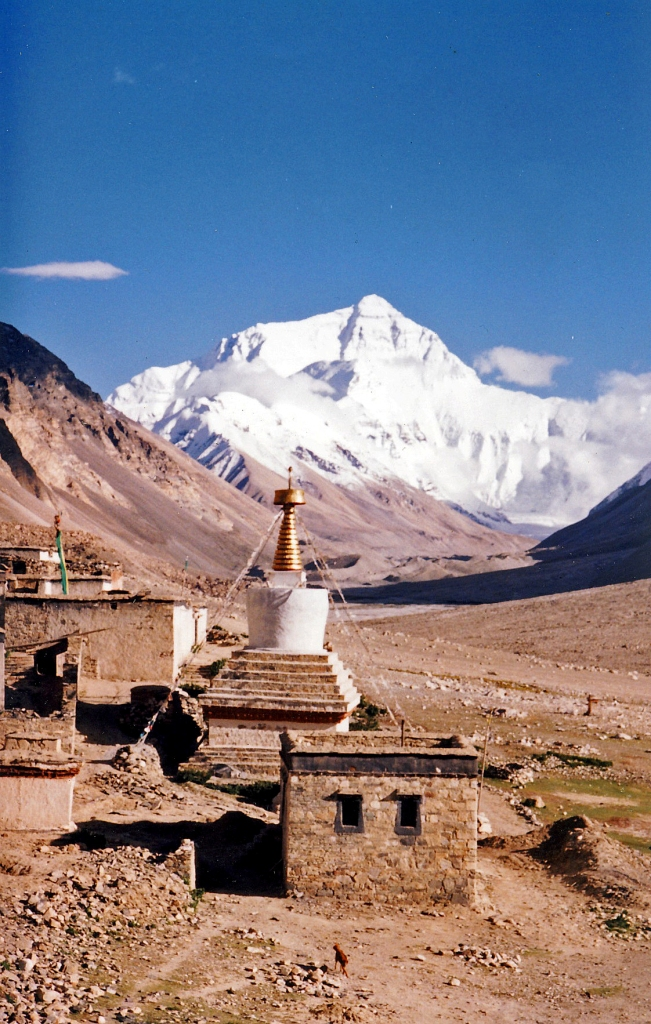
Pohled na Mount Everest a klášter Rongbuk.

## Přehled

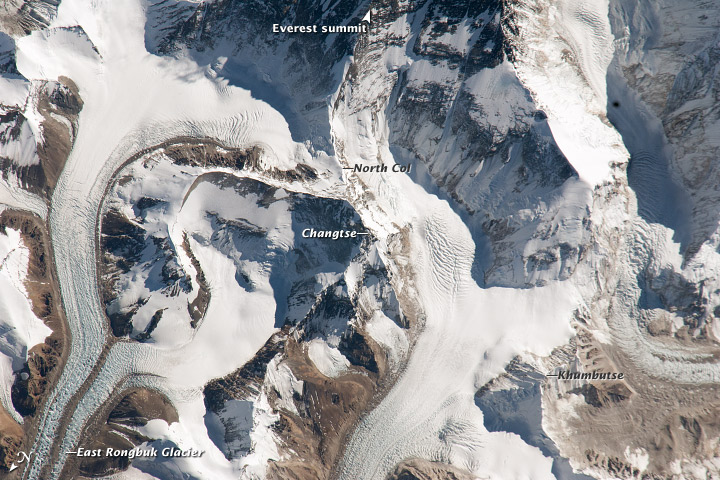
Ledovec Východní Rongbuk